# Praia do Cabedelo (Figueira da Foz)
A Praia do Cabedelo, ou simplesmente Cabedelo, é uma extensa praia localizada na margem sul do estuário do rio Mondego, à vista da cidade da Figueira da Foz.